# コーニア (小惑星)
コーニア (972 Cohnia) は小惑星帯に位置する小惑星である。ハイデルベルクのケーニッヒシュトゥール天文台でマックス・ヴォルフによって発見された。
ドイツの天文学者フリッツ・コーンにちなんで命名された。